# Willie Person Mangum

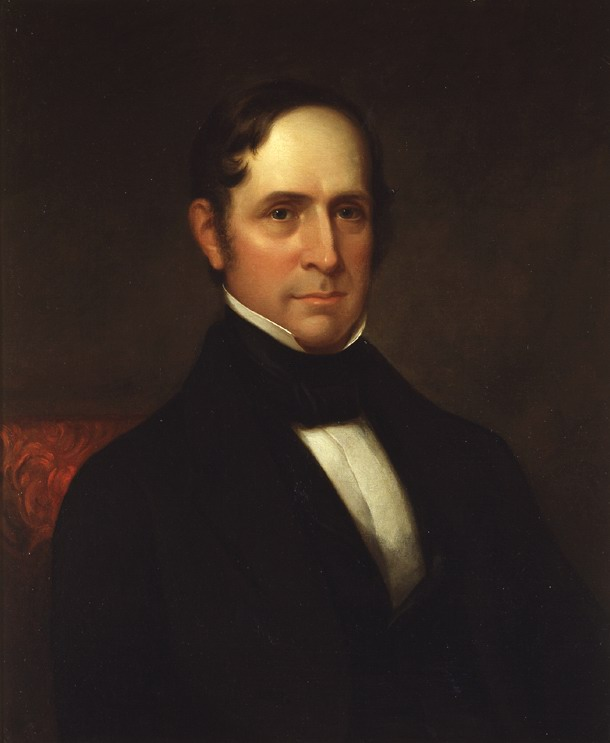
Willie Person Mangum

Willie Person Mangum, född 10 maj 1792 i Orange County (nuvarande Durham County), North Carolina, död 7 september 1861 i Red Mountain, North Carolina, var en amerikansk politiker. Han representerade delstaten North Carolina i båda kamrarna av USA:s kongress, först i representanthuset 1823–1826 och sedan i senaten 1831–1836 samt 1840–1853. Han var en av de ledande gestalterna i whigpartiet.
Mangum utexaminerades 1815 från University of North Carolina at Chapel Hill. Han studerade sedan juridik och inledde 1817 sin karriär som advokat i Red Mountain. Han arbetade senare som domare.
Mangum gifte sig 1819 med Charity Alston Cain. Paret fick fem barn. Sonen William Preston Mangum miste livet i första slaget vid Bull Run i amerikanska inbördeskriget.
Mangum blev invald i representanthuset i kongressvalet 1822. Han omvaldes 1824 och avgick 1826.
Mangum var först en anhängare av Andrew Jackson som grundade Demokratiska partiet. Han efterträdde 1831 James Iredell Jr. som senator för North Carolina. Mangum lämnade demokraterna efter meningsskiljaktigheter med Jackson i många av tidens centrala politiska frågor, bland andra gällande centralbanken och skyddstullar. Mangum gick 1834 med i whigs, ett nytt parti som utmanade demokraternas maktposition.
Whig-partiets strategi i presidentvalet i USA 1836 var att ställa upp fyra presidentkandidater så att de skulle sammanlagt förhindra demokraternas Martin Van Buren från att få majoritet i elektorskollegiet. Strategin misslyckades men Mangum fick South Carolinas elva elektorsröster i presidentvalet. South Carolina var den enda delstaten där folkvalet uteblev och delstatens lagstiftande församling gav elektorsrösterna åt Mangum i presidentvalet och av whig-partiets två vicepresidentkandidater valde delstaten John Tyler. Att presidentvalet förrättades i delstatens lagstiftande församling var det normala förfarandet i South Carolina fram till inbördeskriget. Mangum kandiderade inte i folkvalet i de övriga delstaterna och kom på femte plats efter Van Buren, William Henry Harrison, Hugh Lawson White och Daniel Webster. Van Buren vann i femton delstater och 170 elektorer räckte till valsegern för demokraterna. Vicepresidenten valdes visserligen först i senaten, eftersom Virginias elektorer vägrade att rösta på Van Burens vicepresidentkandidat Richard Mentor Johnson som ändå till sist vann valet.
Senator Mangum avgick den 26 november 1836 och efterträddes av Robert Strange. Senator Bedford Brown avgick 1840 och Mangum tillträdde på nytt som senator för North Carolina. Han var tillförordnad talman i senaten, president pro tempore of the United States Senate, 1842–1845. Mangum stödde starkt Henry Clay i presidentvalet i USA 1844 men Clay förlorade ändå mot demokraten James K. Polk. Mangum tackade nej till nomineringen som whig-partiets vicepresidentkandidat i presidentvalet i USA 1852. Delstatens lagstiftande församling misslyckades 1853 med att välja en efterträdare åt Mangum i senaten. Demokraten David Settle Reid tillträdde först i december 1854, ett år och nio månader efter slutet på Mangums mandatperiod.
Mangum bytte 1856 parti till knownothings. Han fick sedan ett slaganfall och måste dra sig tillbaka från politiken.